# Campeonato Argentino de Voleibol Feminino de 2020 - Série A
A Liga Feminina de Voleibol Argentino de 2020 - Série A será a 24ª edição desta competição organizada pela Federação de Voleibol Argentino (FeVA). Participam do torneio onze equipes provenientes de três regiões argentinas, ou seja, de Buenos Aires (província), Santa Fé (província),  Entre Ríos (Argentina).

## Equipes participantes
| Equipe                     | Cidade                 | Última participação         | Temporada 2018 |
| -------------------------- | ---------------------- | --------------------------- | -------------- |
| Banco Provincia (La Plata) | La Plata               | A1 2019                     | Terceira Fase  |
| GELP                       | La Plata               | A1 2019                     | Semifinalista  |
| Boca Juniors               | Buenos Aires           | A1 2019                     | 1º             |
| Villa Dora                 | Santa Fé               | A1 2019                     | Semifinalista  |
| Vélez Sarsfield            | Buenos Aires           | A1 2018                     | Segunda Fase   |
| Club Rosário               | Rosário (Argentina)    | A1 2019                     | Terceira Fase  |
| Club San Lorenzo           | Buenos Aires           | A1 2019                     | 2º             |
| Estudiantes de La Plata    | La Plata               | A1 2019                     | Terceira Fase  |
| River Plate                | Buenos Aires           | Torneio de Permanência 2019 | 1º             |
| San Jose (Entre Ríos)      | Entre Ríos (Argentina) | Torneio de Permanência 2019 | 2º             |
| Mupol Vòley                | Buenos Aires           | A2 2019                     | 1º             |

## Fase classificatória

### Classificação
- Vitória por 3 sets a 0 ou 3 a 1: 3 pontos para o vencedor;
- Vitória por 3 sets a 2: 2 pontos para o vencedor e 1 ponto para o perdedor.
- Não comparecimento, a equipe perde 2 pontos.
- Em caso de igualdade por pontos, os seguintes critérios servem como desempate: número de vitórias, média de sets e média de pontos.

## Terceira fase

### Classificação
|  |                                           |
|  | Equipes classificadas para às semifinais. |

## Fase final
|  | Semifinais | Semifinais | Semifinais | Semifinais | Semifinais |  |  | Final | Final | Final |  |  |
|  | 2020       | 2020       | 2020       | 2020       | 2020       |  |  | 2020  | 2020  | 2020  |  |  |
|  |            |            |            |            |            |  |  |       |       |       |  |  |
|  |            |            | -          | -          | -          |  |  |       |       |       |  |  |
|  |            |            | -          | -          | -          |  |  |       |       |       |  |  |
|  |            |            |            |            |            |  |  |       |       |       |  |  |
|  |            |            |            |            |            |  |  |       |       |       |  |  |
|  |            |            |            |            |            |  |  |       |       |       |  |  |
|  |            |            | '          |            |            |  |  |       |       |       |  |  |

## Confrontos

### Semifinais
| Data | Hora  |           | Placar |           | Set 1 | Set 2 | Set 3 | Set 4 | Set 5 | Total | Relatório |
| ---- | ----- | --------- | ------ | --------- | ----- | ----- | ----- | ----- | ----- | ----- | --------- |
| 2020 | 00:00 | A definir | –      | A definir | -     | -     | -     |       |       | 0–0   | -         |
| 2020 | 00:00 | A definir | –      | A definir | -     | -     | -     |       |       | 0–0   | -         |

### Final
| Data | Hora  |           | Placar |           | Set 1 | Set 2 | Set 3 | Set 4 | Set 5 | Total | Relatório |
| ---- | ----- | --------- | ------ | --------- | ----- | ----- | ----- | ----- | ----- | ----- | --------- |
| 2020 | 00:00 | A definir | –      | A definir | -     | -     | -     |       |       | 0–0   | -         |
| 2020 | 00:00 | A definir | –      | A definir | -     | -     | -     |       |       | 0–0   | -         |

## Premiações
| Liga Feminina de Voleibol Argentino 2020 |
| ---------------------------------------- |
| A definir Campeão (?° título Argentino)  |

### Individuais
As atletas que se destacaram individualmente foram:
| Melhor central     | A definir | A definir |
| Melhor ponteiro    | A definir | A definir |
| 2° Melhor ponteiro | A definir | A definir |
| Melhor oposto      | A definir | A definir |
| Melhor levantadora | A definir | A definir |
| Melhor líbero      | A definir | A definir |